# Mamorino2
mamorino2(일본어: マモリーノ ツー 마모리노 쓰[*])는 교세라가 일본 국내용으로 개발한 au 브랜드를 전개하는 KDDI 및 오키나와 셀룰러 전화의 CDMA 1X WIN 대응 통화 · 통신 기능이 있는 방범 도구이다. 제조 번호는 KYY02로, mamorino의 후속 기종이다.

## 개요
2010년 3월에 발매된 mamorino (KYY01)의 후속 기종으로, 이번에는 방수 (IPX5/IPX7 등급) 이외에 방진 (IP5X 등급) 기능도 포함되어 있다. 또한 가입자 전원에게 아이가 부상을했을 때 등의 상해 보험, 일상 생활에서의 개인 배상 책임 보상이 세트가 된 보험 (개인 책임 보험 포함 스탠더드 상해 보험)이 아이오이 닛세이 동화손해보험에서 무료로 부여된다.